# تيوفراست رينودو
تيوفراست رينودو (بالفرنسية: Théophraste Renaudot)‏، (1586 - 26 أكتوبر 1653)، مؤسس أول صحيفة فرنسية، طبيب و صحفي.
ولد في لودان ودرس الطب والتشريح في باريس، وحاز على شهادة الطب بعمر التاسعة عشرة. وأسس في عام 1635 مستوصفاً مجانياً.
في عام 1631 أصدر رينودو الجازيت، حيث صدر العدد الول منها في 30 أيار، و كانت تعرف باسم جازيت دي فرانس، وكانت لا تنشر المقالات، بل أخبارا، من كل لون، الداخلية منها والخارجية، بأسلوب مقتضب، أسوة بالأخبار الموجزة، التي تنشرها بعض الصحف اليومية، في الوقت الحاضر، وحذت معظم دول أوروبا حذو فرنسا فأنشأت صحفا رسمية.

## روابط خارجية
- تيوفراست رينودو على موقع الموسوعة البريطانية (الإنجليزية)